# ویکولا
ویکُولا (به فنلاندی: Veikkola) یک منطقهٔ مسکونی در فنلاند است که در کیرکونومی واقع شده‌است. ویکولا ۵٬۹۲۴ نفر جمعیت دارد.